# Michael George McGovern
Michael George McGovern (Chicago, 1º luglio 1964) è un arcivescovo cattolico statunitense, dal 31 marzo 2025 arcivescovo metropolita di Omaha.

## Biografia
Michael George McGovern è nato a Chicago, nell'Illinois, il 1º luglio 1964. È cresciuto nel quartiere Beverly di Chicago in una grande famiglia cattolica in cui era enfatizzata l'educazione cattolica.

### Formazione e ministero sacerdotale
Ha frequentato la scuola elementare della parrocchia di Cristo Re a Chicago fino al 1978 e poi il St. Ignatius College Preparatory dove si è diplomato nel 1982. Nel 1986 ha conseguito il Bachelor of Arts in filosofia alla Loyola University di Chicago e dal 1988 al 1990 ha studiato presso la Scuola di legge della DePaul University di Chicago. Entrato in seminario, ha compiuto gli studi ecclesiastici presso l'University of Saint Mary of the Lake Seminary di Mundelein dal 1990 al 1994.
Il 21 maggio 1994 è stato ordinato presbitero per l'arcidiocesi di Chicago nella cattedrale arcidiocesana dal cardinale Joseph Louis Bernardin. In seguito è stato vicario parrocchiale della parrocchia della Regina dell'Universo a Chicago dal 1995 al 1998; vicario parrocchiale della parrocchia di Santa Maria a Lake Forest dal 1998 al 1999; cancelliere arcivescovile aggiunto dal 1998 al 1999; vice cancelliere arcivescovile dal 1999 al 2000; delegato dell'arcivescovo per sacerdoti extradiocesani e stranieri dal 2000 al 2002; vicario parrocchiale della parrocchia di Santa Giuliana a Chicago dal 2003 al 2004; parroco della parrocchia di Santa Maria a Lake Forest dal 2004 al 2016; vicario foraneo del decanato A del vicariato I dal 2007; parroco della parrocchia di San Raffaele Arcangelo ad Old Mill Creek dal 2016 e vicario episcopale ad interim del vicariato I dal 10 febbraio 2020.
È stato anche membro del consiglio presbiterale dal 2001 e del collegio dei consultori dal 2009.

### Ministero episcopale
Il 3 aprile 2020 papa Francesco lo ha nominato vescovo di Belleville. Ha ricevuto l'ordinazione episcopale il 22 luglio successivo nella cattedrale di San Pietro a Belleville dal cardinale Blase Joseph Cupich, arcivescovo metropolita di Chicago, co-consacranti il vescovo ausiliare di Chicago George James Rassas e il vescovo emerito di Belleville Edward Kenneth Braxton. Durante la stessa celebrazione ha preso possesso della diocesi.
Il 31 marzo 2025 lo stesso papa lo ha promosso arcivescovo metropolita di Omaha.. Il 7 maggio successivo ha preso possesso dell'arcidiocesi in una celebrazione nella cattedrale di Santa Cecilia.

## Genealogia episcopale
La genealogia episcopale è:
- Cardinale Scipione Rebiba
- Cardinale Giulio Antonio Santori
- Cardinale Girolamo Bernerio, O.P.
- Arcivescovo Galeazzo Sanvitale
- Cardinale Ludovico Ludovisi
- Cardinale Luigi Caetani
- Cardinale Ulderico Carpegna
- Cardinale Paluzzo Paluzzi Altieri degli Albertoni
- Papa Benedetto XIII
- Papa Benedetto XIV
- Papa Clemente XIII
- Cardinale Marcantonio Colonna
- Cardinale Giacinto Sigismondo Gerdil, B.
- Cardinale Giulio Maria della Somaglia
- Cardinale Carlo Odescalchi, S.I.
- Cardinale Costantino Patrizi Naro
- Cardinale Lucido Maria Parocchi
- Papa Pio X
- Papa Benedetto XV
- Papa Pio XII
- Cardinale Francis Joseph Spellman
- Cardinale Terence James Cooke
- Vescovo Howard James Hubbard
- Arcivescovo Harry Joseph Flynn
- Cardinale Blase Joseph Cupich
- Arcivescovo Michael George McGovern